# Harry T. Burn

Harry T. Burn en 1918 durante su primera campaña para Representante Estatal en el condado de McMinn.

Harry Thomas Burn, Sr. (12 de noviembre de 1895 – 19 de febrero de 1977) era un miembro Republicano de la Asamblea General de Tennessee para el Condado de McMinn, en por supuesto, Tennessee. Fue el más joven de la legislatura cuando fue elegido a los 22. Es recordado principalmente por la acción tomada para ratificar la Decimonovena Enmienda durante su primer plazo en la legislatura.

## Decimonovena Enmienda
La Decimonovena Enmienda, con respecto a sufragio femenino, estuvo propuesto por Congreso el 14 de junio de 1919. La enmienda no podría devenir ley sin la ratificación de un mínimo de 36 de los 48 estados. En verano de 1920, solo tenía la aprobación de 35 de los 48, el futuro dependía de la sesión de votos de Tennessee el agosto de 1920.

Burn originalmente había hecho clara su intención de votar "no". Aun así, una carta en el último momento, de su madre, J. L. Burn (Febb Ensminger) de Niota, Tennessee, le hizo cambiar de parecer y la sostuvo durante la votación. Tenía escrito lo siguiente:
Hijo querido:

...
Hurra, vota sufragio, y no los tengas en duda. Vi el discurso de Chandler, era muy amargo. He esperado a ver cómo estuviste pero no he visto nada aún. No olvides ser un chico bueno y ayudar a la Señora Catt con sus “ratas.”. Es ella la que pone rata en ratificación. ¡Ja! No más sobre mamá por ahora.

...
Con mucho amor, Mamá.
Después de que mucho debatiendo y argumentando, el resultado del voto era 48-48. Entonces, el voto de Burns destruyó el empate, cambiando a favor de ratificar la enmienda. Dijo "los consejos de una madre es siempre lo más seguro para un chico seguir y mi madre quiere que vote ratificación."
Los antisufragistas que lucharon y se prepararon para este momento durante el verano, se enojaron muchísimo con el cambio de rumbo de Burn, lo persiguieron a través de la Sala de Legislatura de Tennessee y tuvo que buscar dónde esconderse.

## En cultura popular
Harry Burn es interpretado por Peter Berinato en la película de 2004 Iron Jawed Angels (Ángeles de hierro).
Trigo de invierno, un musical sobre la ratificación de la 19.ª Enmienda en Tennessee, fue premiado en 2016 después de su limitada audiencia en 2014. En él, Harry Burn, su madre Febb y su hermano menor Jack son personajes importantes.